# کویبیشوو (شهرستان روبتسوفسکی، سرزمین آلتای)
کویبیشوو (به لاتین: Kuybyshevo) یک منطقهٔ مسکونی در روسیه است که در سرزمین آلتای واقع شده‌است.